# Passiflora calcicola
Passiflora calcicola är en passionsblomsväxtart som beskrevs av G.R. Proctor. Passiflora calcicola ingår i släktet passionsblommor, och familjen passionsblomsväxter. Inga underarter finns listade i Catalogue of Life.